# París-Tours 1918
La París-Tours 1918 fue la 13.ª edición de la clásica París-Tours. Se disputó el 19 de mayo de 1918 y el vencedor final fue el francés Charles Mantelet que se impuso a su compañero de fugaː el suizo Lucien Cazalis.  

## Clasificación general[3]
|    | Ciclista         | Equipo | Tiempo    |
| -- | ---------------- | ------ | --------- |
| 1  | Charles Mantelet |        | 8h 13'00" |
| 2  | Lucien Cazalis   |        | m.t.      |
| 3  | Alexis Michiels  |        | a 3'09"   |
| 4  | Armand Lemee     |        | m.t.      |
| 5  | Charles Kippert  |        | m.t.      |
| 6  | Paul Duboc       |        | m.t.      |
| 7  | Georges Pasche   |        | m.t.      |
| 8  | René Chassot     |        | a 9'00"   |
| 9  | Ali Neffati      |        | a 27'10"  |
| 10 | Lucien Pattey    |        | m.t.      |